# 다케타정
다케타정(竹田町)은 일본 오이타현 나오이리군에 설치되었던 정이다. 현재의 다케타시 중심부에 해당한다.